# Ikast-Brande (općina)
Ikast-Brande je općina u danskoj regiji Središnji Jutland.

## Zemljopis
Općina se nalazi u središnjem dijelu poluotoka Jutlanda, prositire se na 736,41 km2.

## Stanovništvo
Prema podacima o broju stanovnika iz 2010. godine općina je imala 40.312 stanovnika, dok je prosječna gustoća naseljenosti 54,74 stan/km2. Središte općine je grad Ikast.

### Veća naselja
| Veća naselja u općini |             |                    |
| Br.                   | Naselje     | Stanovnika (2010.) |
| 1.                    | Ikast       | 14.847             |
| 2.                    | Brande      | 6.872              |
| 3.                    | Bording     | 2.317              |
| 4.                    | Engesvang   | 1.979              |
| 5.                    | Nørre Snede | 1.867              |
| 6.                    | Ejstrupholm | 1.689              |
| 7.                    | Isenvad     | 605                |
| 8.                    | Tulstrup    | 603                |
| 9.                    | Klovborg    | 528                |
| 10.                   | Blåhøj      | 365                |

## Vanjske poveznice
- Službena stranica općine  Arhivirana inačica izvorne stranice od 12. svibnja 2011. (Wayback Machine)